# Műkorcsolya- és jégtáncvilágbajnokok listája

Az alábbi táblázatok a műkorcsolya és a jégtánc világbajnokait sorolja fel. Először csak férfiaknak rendeztek világbajnokságot, de rövidesen a nők, majd a párosok is bekapcsolódhattak a küzdelmekbe. A jégtáncosok számára csak 1952-ben kezdődött a sorozat.
| Év                          | Férfiak                              | Férfiak                              | Nők                                  | Nők                                  | Párosok                                   | Párosok                              | Jégtáncosok                              | Jégtáncosok                          |
| --------------------------- | ------------------------------------ | ------------------------------------ | ------------------------------------ | ------------------------------------ | ----------------------------------------- | ------------------------------------ | ---------------------------------------- | ------------------------------------ |
| 1896 Szentpétervár          | Gilbert Fuchs                        | Német Birodalom                      |                                      |                                      |                                           |                                      |                                          |                                      |
| 1897 Stockholm              | Gustav Hügel                         | Ausztria                             |                                      |                                      |                                           |                                      |                                          |                                      |
| 1898 London                 | Henning Grenander                    | Svédország                           |                                      |                                      |                                           |                                      |                                          |                                      |
| 1899 Davos                  | Gustav Hügel                         | Ausztria                             |                                      |                                      |                                           |                                      |                                          |                                      |
| 1900 Davos                  | Gustav Hügel                         | Ausztria                             |                                      |                                      |                                           |                                      |                                          |                                      |
| 1901 Stockholm              | Ulrich Salchow                       | Svédország                           |                                      |                                      |                                           |                                      |                                          |                                      |
| 1902 London                 | Ulrich Salchow                       | Svédország                           |                                      |                                      |                                           |                                      |                                          |                                      |
| 1903 Szentpétervár          | Ulrich Salchow                       | Svédország                           |                                      |                                      |                                           |                                      |                                          |                                      |
| 1904 Berlin                 | Ulrich Salchow                       | Svédország                           |                                      |                                      |                                           |                                      |                                          |                                      |
| 1905 Stockholm              | Ulrich Salchow                       | Svédország                           |                                      |                                      |                                           |                                      |                                          |                                      |
| 1906 München                | Gilbert Fuchs                        | Német Birodalom                      | Madge Syers                          | Nagy-Britannia                       |                                           |                                      |                                          |                                      |
| 1907 Bécs                   | Ulrich Salchow                       | Svédország                           | Madge Syers                          | Nagy-Britannia                       |                                           |                                      |                                          |                                      |
| 1908 Opava                  | Ulrich Salchow                       | Svédország                           | Kronberger Lily                      | Magyarország                         | Anna Hübler, Heinrich Burger              | Német Birodalom                      |                                          |                                      |
| 1909 Stockholm              | Ulrich Salchow                       | Svédország                           | Kronberger Lily                      | Magyarország                         | Phyllis Johnson, James H. Johnson         | Nagy-Britannia                       |                                          |                                      |
| 1910 Davos                  | Ulrich Salchow                       | Svédország                           | Kronberger Lily                      | Magyarország                         | Anna Hübler, Heinrich Burger              | Német Birodalom                      |                                          |                                      |
| 1911 Berlin                 | Ulrich Salchow                       | Svédország                           | Kronberger Lily                      | Magyarország                         | Ludowika Eilers, Walter Jakobsson         | Német Birodalom · Finnország         |                                          |                                      |
| 1912 Manchester             | Fritz Kachler                        | Ausztria                             | Méray-Horváth Opika                  | Magyarország                         | Phyllis Johnson, James H. Johnson         | Nagy-Britannia                       |                                          |                                      |
| 1913 Bécs                   | Fritz Kachler                        | Ausztria                             | Méray-Horváth Opika                  | Magyarország                         | Helene Engelmann, Alfred Berger           | Ausztria                             |                                          |                                      |
| 1914 Helsingfors            | Gösta Sandahl                        | Svédország                           | Méray-Horváth Opika                  | Magyarország                         | Ludowika Jakobsson, Walter Jakobsson      | Finnország                           |                                          |                                      |
| 1922 Stockholm              | Gillis Grafström                     | Svédország                           | Plank-Szabó Herma                    | Ausztria                             | Helene Engelmann, Alfred Berger           | Ausztria                             |                                          |                                      |
| 1923 Bécs                   | Fritz Kachler                        | Ausztria                             | Plank-Szabó Herma                    | Ausztria                             | Ludowika Jakobsson, Walter Jakobsson      | Finnország                           |                                          |                                      |
| 1924 Manchester             | Gillis Grafström                     | Svédország                           | Plank-Szabó Herma                    | Ausztria                             | Helene Engelmann, Alfred Berger           | Ausztria                             |                                          |                                      |
| 1925 Bécs                   | Willy Böckl                          | Ausztria                             | Jaross-Szabó Herma                   | Ausztria                             | Jaross-Szabó Herma, Wrede Ludwig          | Magyarország                         |                                          |                                      |
| 1926 Berlin                 | Willy Böckl                          | Ausztria                             | Jaross-Szabó Herma                   | Ausztria                             | Andrée Joly, Pierre Brunet                | Franciaország                        |                                          |                                      |
| 1927 Davos                  | Willy Böckl                          | Ausztria                             | Sonja Henie                          | Norvégia                             | Jaross-Szabó Herma, Wrede Ludwig          | Magyarország                         |                                          |                                      |
| 1928 Berlin                 | Willy Böckl                          | Ausztria                             | Sonja Henie                          | Norvégia                             | Andrée Joly, Pierre Brunet                | Franciaország                        |                                          |                                      |
| 1929 London                 | Gillis Grafström                     | Svédország                           | Sonja Henie                          | Norvégia                             | Lily Scholz, Otto Kaiser                  | Ausztria                             |                                          |                                      |
| 1930 New York               | Karl Schäfer                         | Ausztria                             | Sonja Henie                          | Norvégia                             | Andrée Brunet, Pierre Brunet              | Franciaország                        |                                          |                                      |
| 1931 Berlin                 | Karl Schäfer                         | Ausztria                             | Sonja Henie                          | Norvégia                             | Rotter Emília, Szollás László             | Magyarország                         |                                          |                                      |
| 1932 Montréal               | Karl Schäfer                         | Ausztria                             | Sonja Henie                          | Norvégia                             | Andrée Brunet, Pierre Brunet              | Franciaország                        |                                          |                                      |
| 1933 Zürich                 | Karl Schäfer                         | Ausztria                             | Sonja Henie                          | Norvégia                             | Rotter Emília, Szollás László             | Magyarország                         |                                          |                                      |
| 1934 Stockholm              | Karl Schäfer                         | Ausztria                             | Sonja Henie                          | Norvégia                             | Rotter Emília, Szollás László             | Magyarország                         |                                          |                                      |
| 1935 Budapest               | Karl Schäfer                         | Ausztria                             | Sonja Henie                          | Norvégia                             | Rotter Emília, Szollás László             | Magyarország                         |                                          |                                      |
| 1936 Párizs                 | Karl Schäfer                         | Ausztria                             | Sonja Henie                          | Norvégia                             | Maxi Herber, Ernst Baier                  | Németország 1933                     |                                          |                                      |
| 1937 Bécs                   | Felix Kaspar                         | Ausztria                             | Cecilia Colledge                     | Nagy-Britannia                       | Maxi Herber, Ernst Baier                  | Németország 1933                     |                                          |                                      |
| 1938 Berlin                 | Felix Kaspar                         | Ausztria                             | Megan Taylor                         | Nagy-Britannia                       | Maxi Herber, Ernst Baier                  | Németország 1933                     |                                          |                                      |
| 1939 Budapest               | Graham Sharp                         | Nagy-Britannia                       | Megan Taylor                         | Nagy-Britannia                       | Maxi Herber, Ernst Baier                  | Németország 1933                     |                                          |                                      |
| 1947 Stockholm              | Hans Gerschwiler                     | Svájc                                | Barbara Ann Scott                    | Kanada                               | Micheline Lannoy, Pierre Baugniet         | Belgium                              |                                          |                                      |
| 1948 Davos                  | Richard Button                       | USA                                  | Barbara Ann Scott                    | Kanada                               | Micheline Lannoy, Pierre Baugniet         | Belgium                              |                                          |                                      |
| 1949 Párizs                 | Richard Button                       | USA                                  | Alena Vrzánová                       | Csehszlovákia                        | Kékessy Andrea, Király Ede                | Magyarország                         |                                          |                                      |
| 1950 London                 | Richard Button                       | USA                                  | Alena Vrzánová                       | Csehszlovákia                        | Carol Kennedy, Peter Kennedy              | USA                                  |                                          |                                      |
| 1951 Milánó                 | Richard Button                       | USA                                  | Jeanette Altwegg                     | Nagy-Britannia                       | Ria Baran, Paul Falk                      | NSZK                                 |                                          |                                      |
| 1952 Párizs                 | Richard Button                       | USA                                  | Jacqueline du Bief                   | Franciaország                        | Ria Baran, Paul Falk                      | NSZK                                 | Jean Westwood, Lawrence Demmy            | Nagy-Britannia                       |
| 1953 Davos                  | Hayes Alan Jenkins                   | USA                                  | Tenley Albright                      | USA                                  | Jennifer Nicks, John Nicks                | Nagy-Britannia                       | Jean Westwood, Lawrence Demmy            | Nagy-Britannia                       |
| 1954 Oslo                   | Hayes Alan Jenkins                   | USA                                  | Gundi Busch                          | NSZK                                 | Frances Dafoe, Norris Bowden              | Kanada                               | Jean Westwood, Lawrence Demmy            | Nagy-Britannia                       |
| 1955 Bécs                   | Hayes Alan Jenkins                   | USA                                  | Tenley Albright                      | USA                                  | Frances Dafoe, Norris Bowden              | Kanada                               | Jean Westwood, Lawrence Demmy            | Nagy-Britannia                       |
| 1956 Garmisch-Partenkirchen | Hayes Alan Jenkins                   | USA                                  | Carol Heiss                          | USA                                  | Sissy Schwarz, Kurt Oppelt                | Ausztria                             | Pamela Wright, Paul Thomas               | Nagy-Britannia                       |
| 1957 Colorado Springs       | David Jenkins                        | USA                                  | Carol Heiss                          | USA                                  | Barbara Wagner, Robert Paul               | Kanada                               | June Markham, Courtney Jones             | Nagy-Britannia                       |
| 1958 Párizs                 | David Jenkins                        | USA                                  | Carol Heiss                          | USA                                  | Barbara Wagner, Robert Paul               | Kanada                               | June Markham, Courtney Jones             | Nagy-Britannia                       |
| 1959 Colorado Springs       | David Jenkins                        | USA                                  | Carol Heiss                          | USA                                  | Barbara Wagner, Robert Paul               | Kanada                               | Doreen Denny, Courtney Jones             | Nagy-Britannia                       |
| 1960 Vancouver              | Alain Giletti                        | Franciaország                        | Carol Heiss                          | USA                                  | Barbara Wagner, Robert Paul               | Kanada                               | Doreen Denny, Courtney Jones             | Nagy-Britannia                       |
| 1962 Prága                  | Donald Jackson                       | Kanada                               | Sjouke Dijkstra                      | Hollandia                            | Maria Jelinek, Otto Jelinek               | Kanada                               | Evá Romanová, Pavel Roman                | Csehszlovákia                        |
| 1963 Cortina d’Ampezzo      | Donald McPherson                     | Kanada                               | Sjouke Dijkstra                      | Hollandia                            | Marika Kilius, Hans-Jürgen Bäumler        | NSZK                                 | Evá Romanová, Pavel Roman                | Csehszlovákia                        |
| 1964 Dortmund               | Manfred Schnelldorfer                | NSZK                                 | Sjouke Dijkstra                      | Hollandia                            | Marika Kilius, Hans-Jürgen Bäumler        | NSZK                                 | Evá Romanová, Pavel Roman                | Csehszlovákia                        |
| 1965 Colorado Springs       | Alain Calmat                         | Franciaország                        | Petra Burka                          | Kanada                               | Ljudmila Belouszova, Oleg Protopopov      | Szovjetunió                          | Evá Romanová, Pavel Roman                | Csehszlovákia                        |
| 1966 Davos                  | Emmerich Danzer                      | Ausztria                             | Peggy Fleming                        | USA                                  | Ljudmila Belouszova, Oleg Protopopov      | Szovjetunió                          | Diane Towler, Bernard Ford               | Nagy-Britannia                       |
| 1967 Bécs                   | Emmerich Danzer                      | Ausztria                             | Peggy Fleming                        | USA                                  | Ljudmila Belouszova, Oleg Protopopov      | Szovjetunió                          | Diane Towler, Bernard Ford               | Nagy-Britannia                       |
| 1968 Genf                   | Emmerich Danzer                      | Ausztria                             | Peggy Fleming                        | USA                                  | Ljudmila Belouszova, Oleg Protopopov      | Szovjetunió                          | Diane Towler, Bernard Ford               | Nagy-Britannia                       |
| 1969 Colorado Springs       | Tim Wood                             | USA                                  | Gabriele Seyfert                     | NDK                                  | Irina Rodnyina, Alekszej Ulanov           | Szovjetunió                          | Diane Towler, Bernard Ford               | Nagy-Britannia                       |
| 1970 Ljubljana              | Tim Wood                             | USA                                  | Gabriele Seyfert                     | NDK                                  | Irina Rodnyina, Alekszej Ulanov           | Szovjetunió                          | Ljudmila Pahomova, Alekszandr Gorskov    | Szovjetunió                          |
| 1971 Lyon                   | Ondrej Nepela                        | Csehszlovákia                        | Beatrix Schuba                       | Ausztria                             | Irina Rodnyina, Alekszej Ulanov           | Szovjetunió                          | Ljudmila Pahomova, Alekszandr Gorskov    | Szovjetunió                          |
| 1972 Calgary                | Ondrej Nepela                        | Csehszlovákia                        | Beatrix Schuba                       | Ausztria                             | Irina Rodnyina, Alekszej Ulanov           | Szovjetunió                          | Ljudmila Pahomova, Alekszandr Gorskov    | Szovjetunió                          |
| 1973 Pozsony                | Ondrej Nepela                        | Csehszlovákia                        | Karen Magnussen                      | Kanada                               | Irina Rodnyina, Alekszandr Zajcev         | Szovjetunió                          | Ljudmila Pahomova, Alekszandr Gorskov    | Szovjetunió                          |
| 1974 München                | Jan Hoffmann                         | NDK                                  | Christine Errath                     | NDK                                  | Irina Rodnyina, Alekszandr Zajcev         | Szovjetunió                          | Ljudmila Pahomova, Alekszandr Gorskov    | Szovjetunió                          |
| 1975 Colorado Springs       | Szergej Volkov                       | Szovjetunió                          | Dianne de Leeuw                      | Hollandia                            | Irina Rodnyina, Alekszandr Zajcev         | Szovjetunió                          | Irina Moiszejeva, Andrej Minyenkov       | Szovjetunió                          |
| 1976 Göteborg               | John Curry                           | Nagy-Britannia                       | Dorothy Hamill                       | USA                                  | Irina Rodnyina, Alekszandr Zajcev         | Szovjetunió                          | Ljudmila Pahomova, Alekszandr Gorskov    | Szovjetunió                          |
| 1977 Tokió                  | Vlagyimir Kovaljov                   | Szovjetunió                          | Linda Fratianne                      | USA                                  | Irina Rodnyina, Alekszandr Zajcev         | Szovjetunió                          | Irina Moiszejeva, Andrej Minyenkov       | Szovjetunió                          |
| 1978 Ottawa                 | Charles Tickner                      | USA                                  | Anett Pötzsch                        | NDK                                  | Irina Rodnyina, Alekszandr Zajcev         | Szovjetunió                          | Natalja Linyicsuk, Gennagyij Karponoszov | Szovjetunió                          |
| 1979 Bécs                   | Vlagyimir Kovaljov                   | Szovjetunió                          | Linda Fratianne                      | USA                                  | Tai Babilonia, Randy Gardner              | USA                                  | Natalja Linyicsuk, Gennagyij Karponoszov | Szovjetunió                          |
| 1980 Dortmund               | Jan Hoffmann                         | NDK                                  | Anett Pötzsch                        | NDK                                  | Marina Cserkaszova, Szergej Sahraj        | Szovjetunió                          | Regőczy Krisztina, Sallay András         | Magyarország                         |
| 1981 Hartford               | Scott Hamilton                       | USA                                  | Denise Biellmann                     | Svájc                                | Irina Vorobjeva, Igor Liszovszkij         | Szovjetunió                          | Jayne Torvill, Christopher Dean          | Nagy-Britannia                       |
| 1982 Koppenhága             | Scott Hamilton                       | USA                                  | Elaine Zayak                         | USA                                  | Sabine Baess, Tassilo Thierbach           | NDK                                  | Jayne Torvill, Christopher Dean          | Nagy-Britannia                       |
| 1983 Helsinki               | Scott Hamilton                       | USA                                  | Rosalynn Sumners                     | USA                                  | Jelena Valova, Oleg Vasziljev             | Szovjetunió                          | Jayne Torvill, Christopher Dean          | Nagy-Britannia                       |
| 1984 Ottawa                 | Scott Hamilton                       | USA                                  | Katarina Witt                        | NDK                                  | Barbara Underhill, Paul Martini           | Kanada                               | Jayne Torvill, Christopher Dean          | Nagy-Britannia                       |
| 1985 Tokió                  | Alekszandr Fagyejev                  | Szovjetunió                          | Katarina Witt                        | NDK                                  | Jelena Valova, Oleg Vasziljev             | Szovjetunió                          | Natalja Besztyemjanova, Andrej Bukin     | Szovjetunió                          |
| 1986 Genf                   | Brian Boitano                        | USA                                  | Debi Thomas                          | USA                                  | Jekatyerina Gorgyejeva, Szergej Grinykov  | Szovjetunió                          | Natalja Besztyemjanova, Andrej Bukin     | Szovjetunió                          |
| 1987 Cincinnati             | Brian Orser                          | Kanada                               | Katarina Witt                        | NDK                                  | Jekatyerina Gorgyejeva, Szergej Grinykov  | Szovjetunió                          | Natalja Besztyemjanova, Andrej Bukin     | Szovjetunió                          |
| 1988 Budapest               | Brian Boitano                        | USA                                  | Katarina Witt                        | NDK                                  | Jelena Valova, Oleg Vasziljev             | Szovjetunió                          | Natalja Besztyemjanova, Andrej Bukin     | Szovjetunió                          |
| 1989 Párizs                 | Kurt Browning                        | Kanada                               | Midori Ito                           | Japán                                | Jekatyerina Gorgyejeva, Szergej Grinykov  | Szovjetunió                          | Marina Klimova, Szergej Ponomarenko      | Szovjetunió                          |
| 1990 Halifax                | Kurt Browning                        | Kanada                               | Jill Trenary                         | USA                                  | Jekatyerina Gorgyejeva, Szergej Grinykov  | Szovjetunió                          | Marina Klimova, Szergej Ponomarenko      | Szovjetunió                          |
| 1991 München                | Kurt Browning                        | Kanada                               | Kristi Yamaguchi                     | USA                                  | Natalja Miskutyonok, Artur Dimitrijev     | Szovjetunió                          | Isabelle Duchesnay, Paul Duchesnay       | Franciaország                        |
| 1992 Oakland                | Viktor Petrenko                      | FÁK                                  | Kristi Yamaguchi                     | USA                                  | Natalja Miskutyonok, Artur Dimitrijev     | FÁK                                  | Marina Klimova, Szergej Ponomarenko      | FÁK                                  |
| 1993 Prága                  | Kurt Browning                        | Kanada                               | Okszana Bajul                        | Ukrajna                              | Isabelle Brasseur, Lloyd Eisler           | Kanada                               | Maja Uszova, Alekszandr Sulin            | Oroszország                          |
| 1994 Makuhari               | Elvis Stojko                         | Kanada                               | Szató Juka                           | Japán                                | Jevgenyija Siskova, Vagyim Naumov         | Oroszország                          | Okszana Griscsuk, Jevgenyij Platov       | Oroszország                          |
| 1995 Birmingham             | Elvis Stojko                         | Kanada                               | Lu Csen                              | Kína                                 | Radka Kovariková, Rene Novotny            | Csehország                           | Okszana Griscsuk, Jevgenyij Platov       | Oroszország                          |
| 1996 Edmonton               | Todd Eldredge                        | USA                                  | Michelle Kwan                        | USA                                  | Marina Jelcova, Szergej Buskov            | Oroszország                          | Okszana Griscsuk, Jevgenyij Platov       | Oroszország                          |
| 1997 Lausanne               | Elvis Stojko                         | Kanada                               | Tara Lipinski                        | USA                                  | Mandy Wötze, Ingo Steuer                  | Németország                          | Okszana Griscsuk, Jevgenyij Platov       | Oroszország                          |
| 1998 Minneapolis            | Alekszej Jagugyin                    | Oroszország                          | Michelle Kwan                        | USA                                  | Jelena Berezsnaja, Anton Sziharulidze     | Oroszország                          | Anzselika Krilova, Oleg Ovszjannyikov    | Oroszország                          |
| 1999 Helsinki               | Alekszej Jagugyin                    | Oroszország                          | Marija Butirszkaja                   | Oroszország                          | Jelena Berezsnaja, Anton Sziharulidze     | Oroszország                          | Anzselika Krilova, Oleg Ovszjannyikov    | Oroszország                          |
| 2000 Nizza                  | Alekszej Jagugyin                    | Oroszország                          | Michelle Kwan                        | USA                                  | Marija Petrova, Alekszej Tyihonov         | Oroszország                          | Marina Anissina, Gwendal Peizerat        | Franciaország                        |
| 2001 Vancouver              | Jevgenyij Pljuscsenko                | Oroszország                          | Michelle Kwan                        | USA                                  | Jamie Sale, David Pelletier               | Kanada                               | Barbara Fusar-Poli, Maurizio Margaglio   | Olaszország                          |
| 2002 Nagano                 | Alekszej Jagugyin                    | Oroszország                          | Irina Szluckaja                      | Oroszország                          | Sen Hszüe, Csao Hung-po                   | Kína                                 | Irina Lobacseva, Ilja Averbuh            | Oroszország                          |
| 2003 Washington             | Jevgenyij Pljuscsenko                | Oroszország                          | Michelle Kwan                        | USA                                  | Sen Hszüe, Csao Hung-po                   | Kína                                 | Shae-Lynn Bourne, Victor Kraatz          | Kanada                               |
| 2004 Dortmund               | Jevgenyij Pljuscsenko                | Oroszország                          | Arakava Sizuka                       | Japán                                | Tatyjana Totymjanyina, Makszim Marinyin   | Oroszország                          | Tatyjana Navka, Roman Kosztomarov        | Oroszország                          |
| 2005 Moszkva                | Stéphane Lambiel                     | Svájc                                | Irina Szluckaja                      | Oroszország                          | Tatyjana Totymjanyina, Makszim Marinyin   | Oroszország                          | Tatyjana Navka, Roman Kosztomarov        | Oroszország                          |
| 2006 Calgary                | Stéphane Lambiel                     | Svájc                                | Kimmie Meissner                      | USA                                  | Pang Csing, Tung Csiang                   | Kína                                 | Albena Denkova, Makszim Sztaviszki       | Bulgária                             |
| 2007 Tokió                  | Brian Joubert                        | Franciaország                        | Andó Miki                            | Japán                                | Xue Shen, Hongbo Zhao                     | Kína                                 | Albena Denkova, Makszim Sztaviszki       | Bulgária                             |
| 2008 Göteborg               | Jeffrey Buttle                       | Kanada                               | Aszada Mao                           | Japán                                | Aljona Savchenko, Robin Szolkowy          | Németország                          | Isabelle Delobel, Olivier Schoenfelder   | Franciaország                        |
| 2009 Los Angeles            | Evan Lysacek                         | USA                                  | Kim Jona                             | Dél-Korea                            | Aljona Savchenko, Robin Szolkowy          | Németország                          | Okszana Domnyina, Makszim Sabalin        | Oroszország                          |
| 2010 Torino                 | Takahasi Daiszuke                    | Japán                                | Aszada Mao                           | Japán                                | Pang Csing, Tung Csien                    | Kína                                 | Tessa Virtue, Scott Moir                 | Kanada                               |
| 2011 Moszkva                | Patrick Chan                         | Kanada                               | Andó Miki                            | Japán                                | Aljona Savchenko, Robin Szolkowy          | Németország                          | Meryl Davis, Charlie White               | USA                                  |
| 2012 Nizza                  | Patrick Chan                         | Kanada                               | Carolina Kostner                     | Olaszország                          | Aljona Savchenko, Robin Szolkowy          | Németország                          | Tessa Virtue, Scott Moir                 | Kanada                               |
| 2013 London                 | Patrick Chan                         | Kanada                               | Kim Jona                             | Dél-Korea                            | Tatyjana Voloszozsar, Makszim Tranykov    | Oroszország                          | Meryl Davis, Charlie White               | USA                                  |
| 2014 Szaitama               | Hanjú Juzuru                         | Japán                                | Aszada Mao                           | Japán                                | Aljona Savchenko, Robin Szolkowy          | Németország                          | Anna Cappellini, Luca Lanotte            | Olaszország                          |
| 2015 Sanghaj                | Javier Fernández López               | Spanyolország                        | Jelizaveta Tuktamiseva               | Oroszország                          | Meagan Duhamel, Eric Radford              | Kanada                               | Gabriella Papadakis, Guillaume Cizeron   | Franciaország                        |
| 2016 Boston                 | Javier Fernández López               | Spanyolország                        | Jevgenyija Medvegyeva                | Oroszország                          | Meagan Duhamel, Eric Radford              | Kanada                               | Gabriella Papadakis, Guillaume Cizeron   | Franciaország                        |
| 2017 Helsinki               | Hanjú Juzuru                         | Japán                                | Jevgenyija Medvegyeva                | Oroszország                          | Sui Wenjing, Han Cong                     | Kína                                 | Tessa Virtue, Scott Moir                 | Kanada                               |
| 2018 Milánó                 | Nathan Chen                          | USA                                  | Kaetlyn Osmond                       | Kanada                               | Aljona Savchenko, Bruno Massot            | Németország                          | Gabriella Papadakis, Guillaume Cizeron   | Franciaország                        |
| 2019 Szaitama               | Nathan Chen                          | USA                                  | Alina Zagitova                       | RUS                                  | Sui Wenjing, Han Cong                     | Kína                                 | Gabriella Papadakis, Guillaume Cizeron   | Franciaország                        |
| 2020 Montréal               | A koronavírus-járvány miatt elmaradt | A koronavírus-járvány miatt elmaradt | A koronavírus-járvány miatt elmaradt | A koronavírus-járvány miatt elmaradt | A koronavírus-járvány miatt elmaradt      | A koronavírus-járvány miatt elmaradt | A koronavírus-járvány miatt elmaradt     | A koronavírus-járvány miatt elmaradt |
| 2021 Stockholm              | Nathan Chen                          | USA                                  | Anna Scserbakova                     | FSR                                  | Anasztaszija Misina, Alekszandr Galljamov | FSR                                  | Viktorija Szinyicina, Nyikita Kacalapov  | FSR                                  |
| 2022 Montpellier            | Uno Sóma                             | Japán                                | Szakamoto Kaori                      | Japán                                | Alexa Knierim, Brandon Frazier            | USA                                  | Gabriella Papadakis, Guillaume Cizeron   | Franciaország                        |
| 2023 Szaitama               |                                      |                                      |                                      |                                      |                                           |                                      |                                          |                                      |
| 2024 Montréal               |                                      |                                      |                                      |                                      |                                           |                                      |                                          |                                      |